# Frederick Marquis
Frederick James Marquis, 1. hrabia Woolton CH (ur. 1883, zm. 1964), brytyjski przedsiębiorca i polityk, członek Partii Konserwatywnej, minister w rządach Winstona Churchilla i Anthony'ego Edena.
Wykształcenie odebrał w Manchester Grammar School oraz na Uniwersytecie w Manchesterze. W latach 30. był dyrektorem zarządzającym jednego ze sklepów sieci Lewis's. W 1939 r. za zasługi dla brytyjskiego przemysłu otrzymał parowski tytuł 1. barona Woolton i zasiadł w Izbie Lordów.
W kwietniu 1940 r. lord Woolton otrzymał stanowisko ministra żywności. W 1943 r. został członkiem gabinetu wojennego jako minister odbudowy. W gabinecie dozorującym Churchilla w 1945 r. sprawował urząd Lorda Przewodniczącego Rady. Woolton nie był jeszcze wówczas członkiem Partii Konserwatywnej - wstąpił do niej niedługo po przegranych wyborach 1945 r. W 1946 r. otrzymał stanowisko przewodniczącego partii.
Po powrocie konserwatystów do władzy w 1955 r. Woolton otrzymał Lorda Przewodniczącego Rady. W latach 1952–1955 był Kanclerzem Księstwa Lancaster. W 1953 r. otrzymał tytuł wicehrabiego Woolton, a w 1956 r. został 1. hrabią Woolton. Zmarł w 1964 r. Nowym hrabią został jego najstarszy syn, Roger.